# Huonparotia
De huonparotia (Parotia wahnesi) is een middelgrote paradijsvogel (Paradisaeidae) uit de orde zangvogels en de superfamilie Corvoidea. Deze vogel is genoemd naar zijn ontdekker, de Duitse natuuronderzoeker Carl Wahnes (1835-1910).

## Kenmerken
De huonparotia kan ongeveer 43 cm lang kan worden. Het mannetje is overwegend zwart gekleurd, met een geelgroen, iriserend schild op de borst en achter ieder oog drie sierveren met de vorm van een lepel met een lange steel. Verder heeft het mannetje een toefje bronskleurige veertjes tussen bovensnavel en voorhoofd en een lange wigvormige staart. Het vrouwtje is overwegend bruin met een geelbruine borst waarop fijne, donkere horizontale strepen. Zowel mannetje als vrouwtje hebben een vrij lange staart in vergelijking met de andere Parotia's. Het mannetje voert een baltsritueel uit op een daarvoor kaal gemaakt stukje bosbodem in het regenwoud. De huonparotia is polygaam.

## Verspreiding en leefgebied
De huonparotia is een endemische vogelsoort van het Huonschiereiland in het noordoosten van Papoea-Nieuw-Guinea. De vogel komt voor in de bergen in hellingbossen op hoogtes tussen 1100 en 1700 m boven de zeespiegel. 
In de gebergtezone waarin deze paradijsvogels voorkomen wordt bos omgezet in landbouwgrond omdat de bevolking daar toeneemt en deze zone favoriet is voor land- en tuinbouw. Mogelijk kan de vogelsoort zich aanpassen in gebieden met tuinbouw, maar het blijft de vraag of waarnemingen in cultuurland alleen wijzen op foerageren (meestal op insecten en andere geleedpotigen) en dat voor broeden onaangetast oerwoud noodzakelijk is. Meer onderzoek is vereist.

## Status
De grootte van de populatie is in 2022 geschat op 5000-15.000 volwassen vogels. De vogel leeft voor een groot deel in moeilijk toegankelijk gebied, maar toch wordt aangenomen dat de aantallen langzaam achteruitgaan door habitatverlies. Op de Rode lijst van de IUCN heeft deze soort daarom de status gevoelig. Handel (levend, dood of in onderdelen) in deze vogelsoort (en alle andere paradijsvogels) is volgens de overeenkomst inzake de internationale handel in bedreigde soorten wilde dieren en planten (het CITES-verdrag) verboden.